# Рачий (острів, Київ)
Острів Рачий - малий острів на Дніпрі у Києві поблизу східного узбережжя острова Жуків у Голосіївському районі міста Києва. Географічні координати: 50.359095, 30.573115, площа 2,18 га.

## Формування
На мапі 1932 р. цей острів становив північно-східний берег озера на узбережжі острова Жуків. На мапі 1932 р. цей острів становив східний берег озера, яке тягнулося вздовж східного узбережжя острова Жуків. Пізніше, на мапі 1934 р. це озеро трансформувалося у затоку, яка підписана - затока Китаївський Старик. На мапі 1960 р. цей острів становив найбільш східну частину острова Жуків, відділену протокою на місці попередньої затоки. Наразі ця протока заросла водною рослинністю. 

## Охорона
Острів Рачий увійшов до складу ландшафтного заказника місцевого значення «Жуків острів». Проте через непевність кордонів останнього потребує індивідуального статусу пам’ятки природи місцевого значення. Цей острів також має бути включений до заповідної зони національного природного парку «Дніпровські острови».